# Soupe Opéra
Soupe Opéra (spesso indicato in inglese come Soup Opera) è un programma televisivo francese per bambini. Animato in stop motion dallo studio francese Marlou Films, il programma presenta frutta e verdura che si trasformano in diverse creature e oggetti. Sono stati realizzati un totale di 26 episodi dalla durata di due minuti l'uno. In Francia, la serie è andata in onda sul canale France 3.
A livello internazionale, Soupe Opéra è stato trasmesso in Australia su ABC1 e sul suo canale gemello, ABC2, durante la formazione di ABC 4 Kids. Nel Regno Unito, è andato in onda su ITV nel blocco per bambini CITV e successivamente sul canale CITV. Negli Stati Uniti e in America Latina, la serie è andata in onda su Cartoon Network come parte della sua serie antologica Small World, che comprendeva cortometraggi di produzione straniera. In Italia fu trasmesso su Rai Tre tra il 2006 e il 2007 all'interno del contenitore Trebisonda.

## Il programma
In ogni episodio, vari oggetti alimentari (tipicamente frutta e verdura) escono spontaneamente da un cesto, muovendosi da soli, e si tagliano per formare animali e oggetti. Gli animali formati quindi eseguono diverse azioni, come mangiare il cibo avanzato. In alcuni episodi, il cibo che esce non è frutta o verdura, ma può essere ad esempio un uovo sodo, un pacchetto di patatine o un sacchetto di bicarbonato di sodio. Anche gli articoli non alimentari possono uscire dal cestino, come una pentola e un fornello a gas portatile.
Il programma è molto simile nello stile a Spazzatura (Poubelles), un'altra produzione della Marlou Films. Invece di frutta e verdura, il programma presenta spazzatura che esce da un bidone per creare un animale.

## Colonna sonora
Soupe Opéra presenta una colonna sonora distintiva degli artisti francesi CIP/Garlo. La colonna sonora è composta da due brani musicali, riutilizzati ogni episodio nello stesso ordine. La prima traccia viene riprodotta durante le scene in stop motion e presenta quattro voci che cantano a cappella. Le voci sono una miscela di canti eseguiti dal vivo, beatboxing e suoni vocali campionati riprodotti su un sintetizzatore. La seconda traccia è un arrangiamento funk elettronico della stessa melodia che viene eseguita durante i titoli di coda.

## Popolarità
Il programma ha sviluppato un seguito di culto, in particolare in Francia e Australia, dove è stato regolarmente trasmesso dalla ABC a metà degli anni '90 e 2000.